# Anders Linderoth
Pour les articles homonymes, voir Linderoth.
Anders Linderoth, né le 21 mars 1950 à Kristianstad, est un footballeur international suédois.
Il a joué à l'Olympique de Marseille et a évolué principalement en Suède au poste de milieu de terrain.
Il est également le père de Tobias Linderoth qui est également joueur de football international.

## Carrière

### Joueur
- 1965-1967 : Stattena IF
- 1968-1970 : Helsingborg IF
- 1970-1977 : Osters IF
- 1977-1980 : Olympique de Marseille
- 1980-1981 : Mjallby AIF
- 1982-1984 : Nasby IF

### Entraîneur
- Nasby IF
- Mjallby AIF
- IFK Hassleholm
- IF Elfsborg
- Stabaek IF
- 2001-2006 : Hammarby IF
- 2007 : Viborg FF
- 2008- : Landskrona BoIS

## Palmarès
- Meilleur joueur suédois de l'année en 1976
- Vainqueur de la Coupe de Suède en 1977
- Vainqueur de la Coupe de Suède en 1974

## Ses stats à Marseille
- 84 matches en Division 1
- 10 matches en coupe de France
- 8 buts marqués

## Sélection nationale
- International suédois (40 sélections, 2 buts)
- 3 matches en Coupe du monde